# Pterygota (genre végétal)
Pour les articles homonymes, voir Pterygota.
Genre
Pterygota est un genre de plantes de la famille des Malvacées.

## Liste des espèces
Selon Catalogue of Life (19 juillet 2017) :
- Pterygota adolfi-friederici Engl. & K. Krause
- Pterygota alata (Roxb.) R. Br.
- Pterygota amazonica L. O. Williams
- Pterygota augouardii Pellegr.
- Pterygota bequaertii De Wild.
- Pterygota brasiliensis F. Allem.
- Pterygota bureavii Pierre
- Pterygota colombiana Cuatrec.
- Pterygota excelsa (Standl. & L. O. Williams) Kosterm.
- Pterygota horsfieldii (R. Br.) Kosterm.
- Pterygota macrocarpa K. Schum.
- Pterygota madagascariensis Arènes
- Pterygota mildbraedii Engl.
- Pterygota papuana Warb.
- Pterygota perrieri Hochr.
- Pterygota schoorkopfii Engl.
- Pterygota schweinfurthii Engl.
- Pterygota thwaitesii (Mast.) Alston
- Pterygota trinervia K. Schum.